# Alpha Sculptoris

Alpha Sculptoris is de alpha ster in het sterrenbeeld Beeldhouwer (Sculptor)

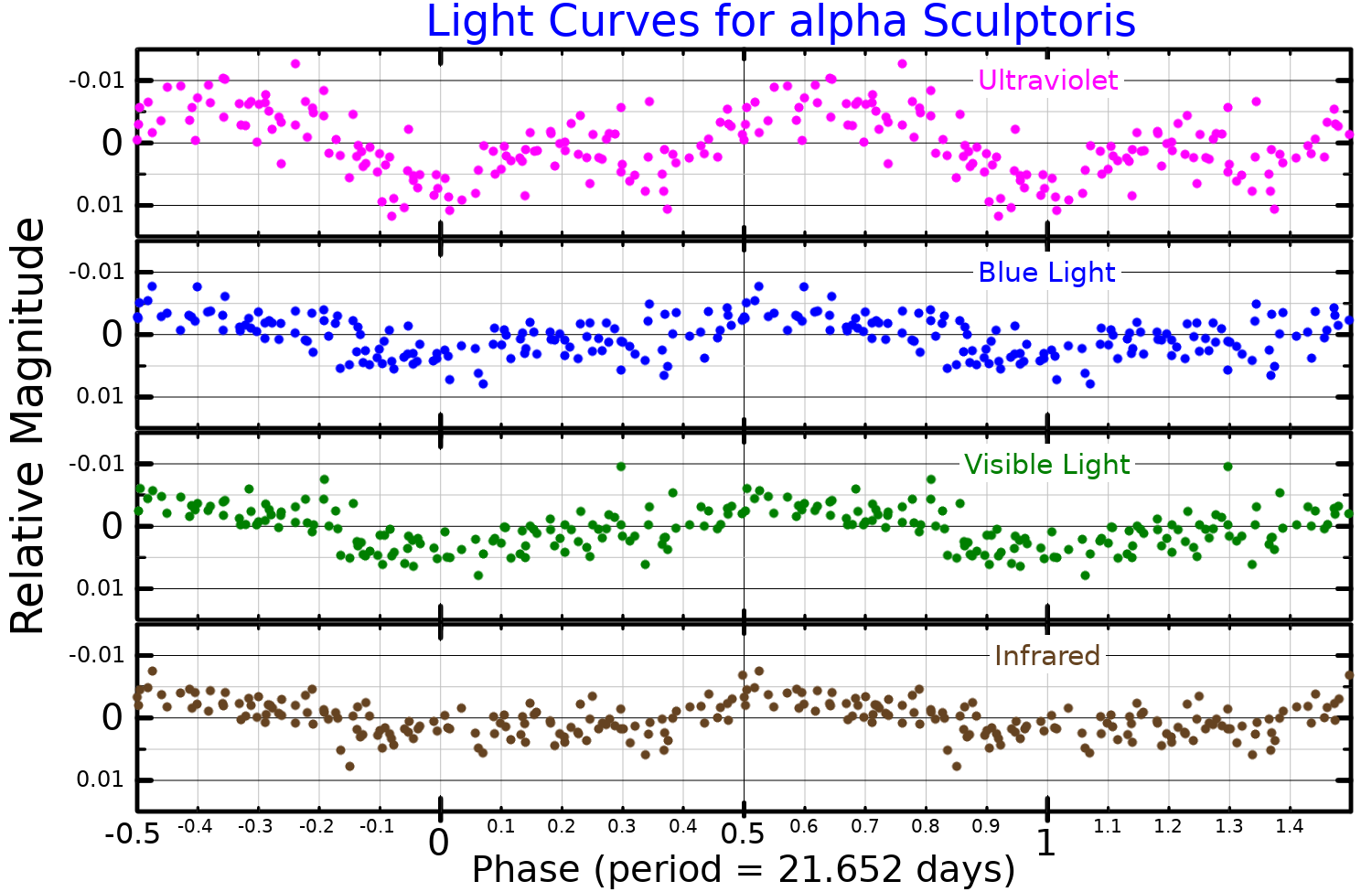
Lichtkromme van Alpha Sculptoris

Alpha Sculptoris is met een magnitude van 4,31 de helderste ster in het sterrenbeeld Beeldhouwer. Deze ster is vanuit de Benelux waarneembaar en kan tijdens de culminatie tot 9 en een halve graad boven de zuidelijke horizon klimmen.
Alpha Sculptoris bevindt zich op een drietal graden ten zuidoosten van de zuidelijke galactische pool (SGP, South Galactic Pole), 4 graden ten noorden van het Sculptor dwergmelkwegstelsel of Sculptor systeem (ESO 351-G30), en 7 graden ten westnoordwesten van een van de meest roodkleurige sterren in de sterrenhemel: R Sculptoris (CGCS 234, een koolstofster) die echter, tijdens het culmineren ervan, tot slechts 6 en een halve graad boven de zuidelijke horizon klimt.